# هوندا ان‌اس‌ایکس
هوندا ان‌اس‌ایکس (به انگلیسی: Honda NSX) خودرویی است که در سال‌های ۱۹۹۰–۲۰۰۵در استان توچیگی و ژاپن تولید شده‌است.
این خودرو در کلاس خودرو اسپورت قرار گرفته، طراحی آن موتور وسط و توزیع نیروی پیشران بوده است.
موتور آن ۲۹۷۷
۳۱۷۹ سی‌سی سیستم جعبه‌دندهٔ آن ۶ دنده به دو صورت خودکار و دستی است.